# ExpoCité
ExpoCité (bis 1997 Parc de l’Exposition genannt) ist ein 37 Hektar großes Gelände in der kanadischen Stadt Québec, das für Unterhaltung, Messen und Ausstellungen genutzt wird. Es umfasst mehrere Gebäude im Arrondissement La Cité-Limoilou, nahe der Kreuzung der Route 138 mit der Autoroute 973. Das Gelände ist Schauplatz der Landwirtschaftsmesse Expo Québec. ExpoCité ist auch der Name des Unternehmens, das von der Stadtverwaltung mit der Durchführung der Veranstaltungen beauftragt wird.

## Geschichte
Die Compagnie de l’exposition de Québec, ein Privatunternehmen, erwarb 1898 das als Propriété Gowen bezeichnete Gelände, um dort eine jährliche Landwirtschaftsmesse durchzuführen. 1911 entstand dort die erste Start- und Landebahn für Flugzeuge. Im selben Jahr kaufte die Stadt Québec das Gelände und rief die Commission de l’Exposition provinciale ins Leben. Die Kommission ließ daraufhin permanente Gebäude errichten. Den Beginn machte 1916 die Pferderennbahn Hippodrome de Québec, 1923 folgte der Industrie- und Handelspavillon Pavillon de Commerce, 1931 der Landwirtschaftpavillon (der spätere Pavillon de la Jeunesse) und schließlich 1949 die Mehrzweckhalle Colisée de Québec.
1997 erfolgte die Eröffnung der Messehalle Centre des foires. Die Pferderennbahn wurde 2012 abgerissen, um Platz für die neue Mehrzweckarena Centre Vidéotron zu schaffen, die im September 2015 eröffnet wurde.

## Gebäude
Auf dem Gelände stehen mehrere Gebäude und Sportanlagen. Darunter sind u. a.:
- Centre Vidéotron (2015)
- Colisée Pepsi (1949)
- Pavillon de la Jeunesse (1931)
- Centre des foires de Québec (1997)
- Pavillon des Arts (1913)
- Pavillon de Commerce (1923)

## Galerie

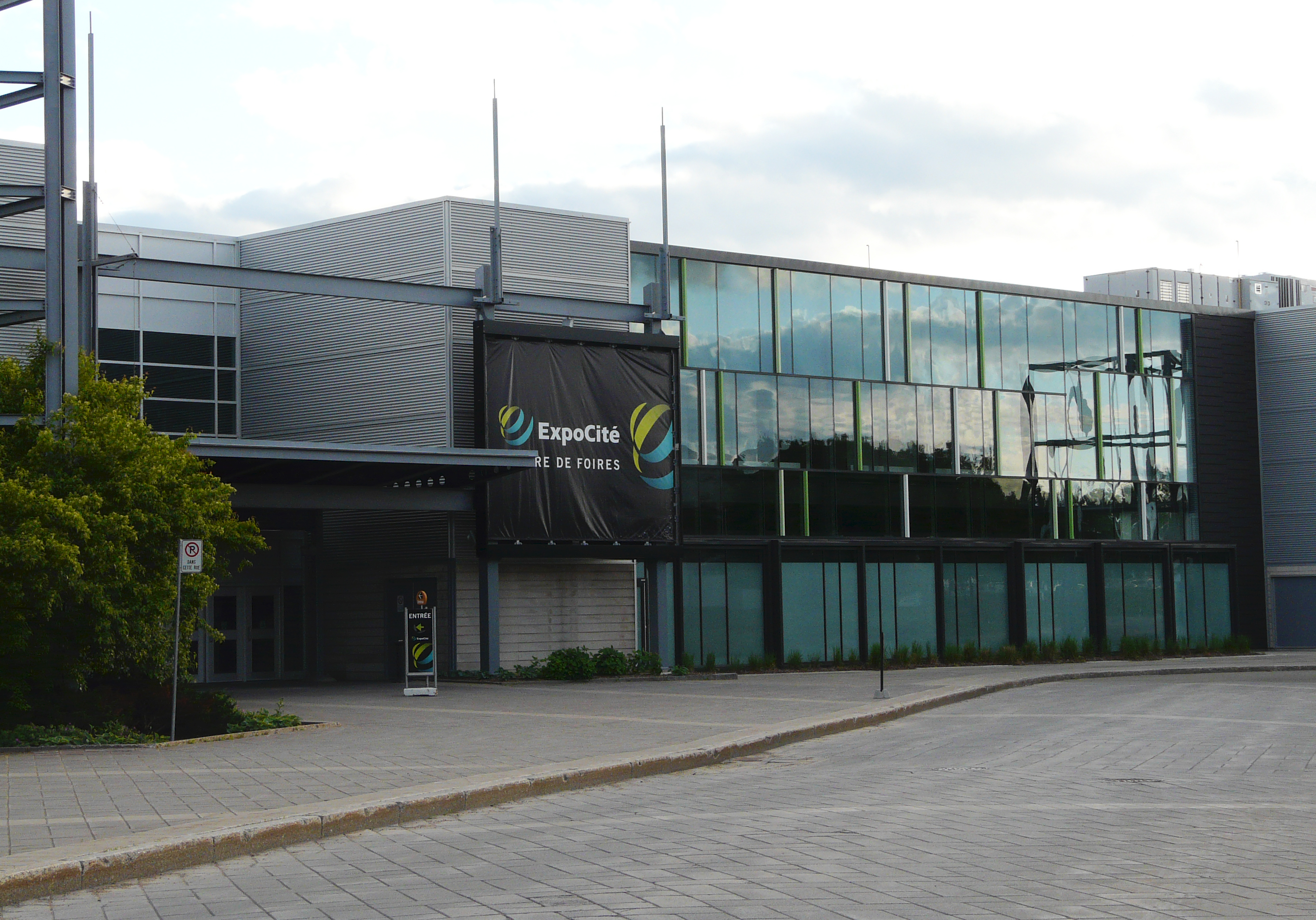
Die Messehalle Centre des foires (2014)
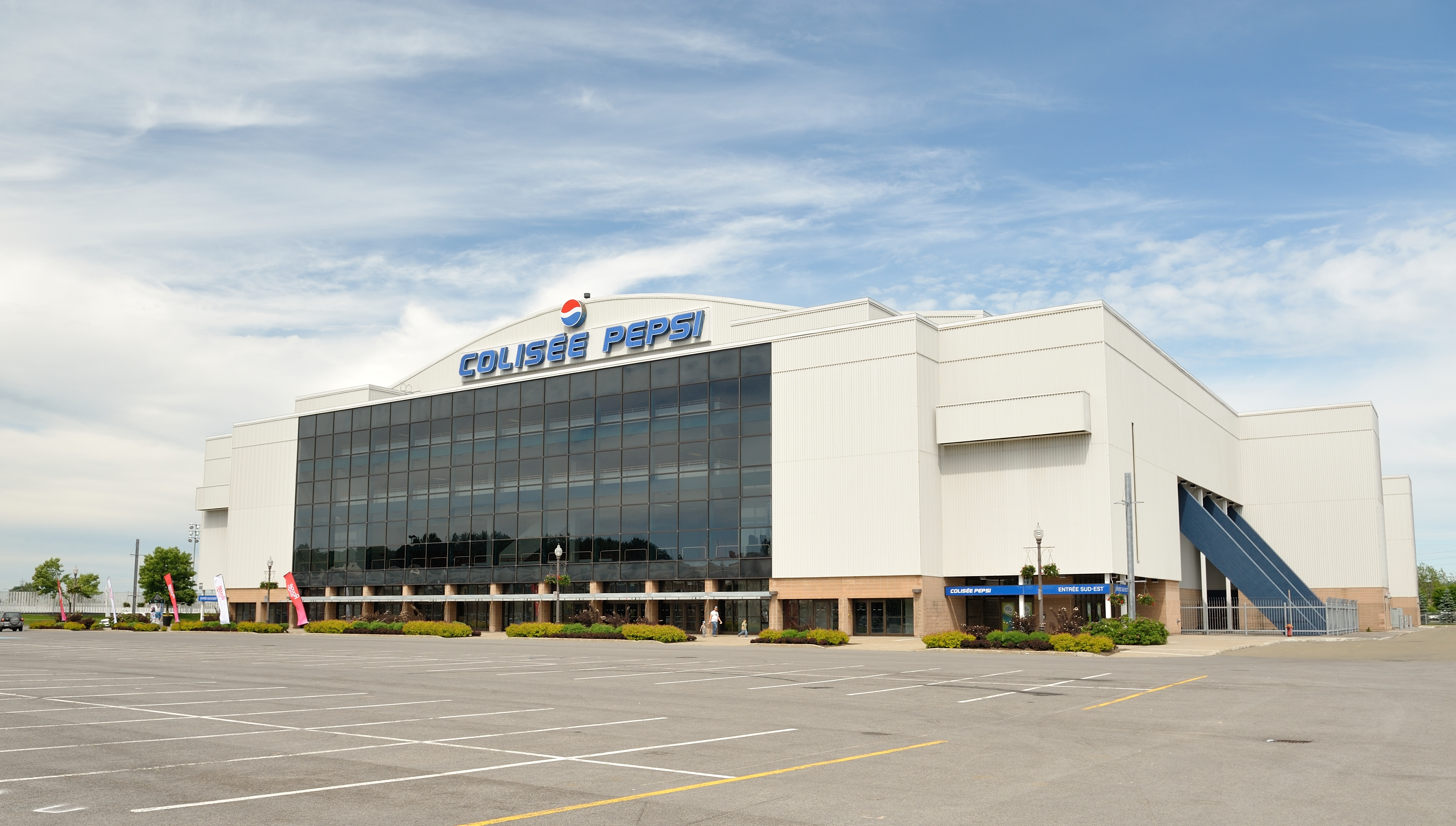
Colisée Pepsi (2012)
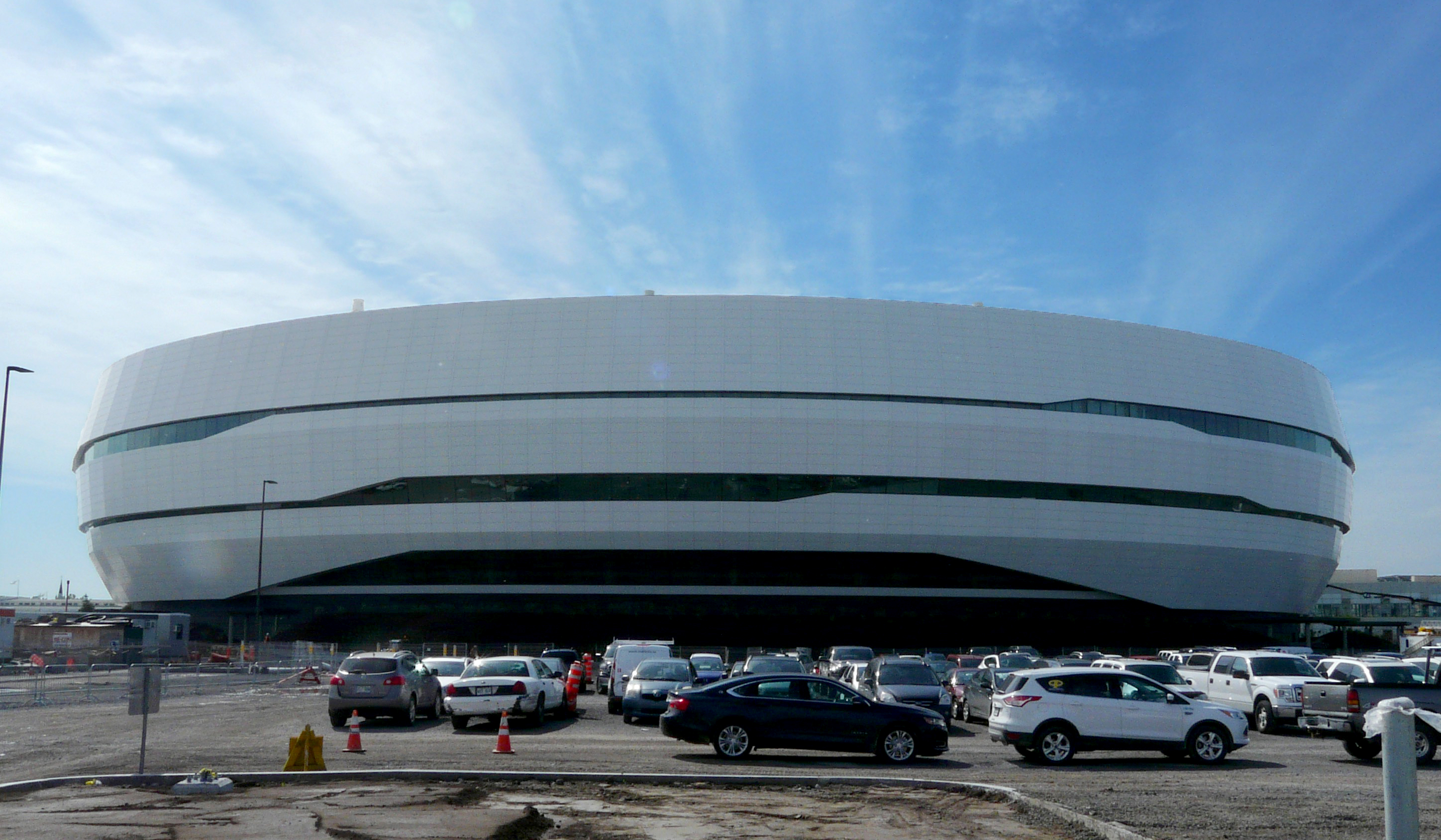
Centre Vidéotron im Juni 2015
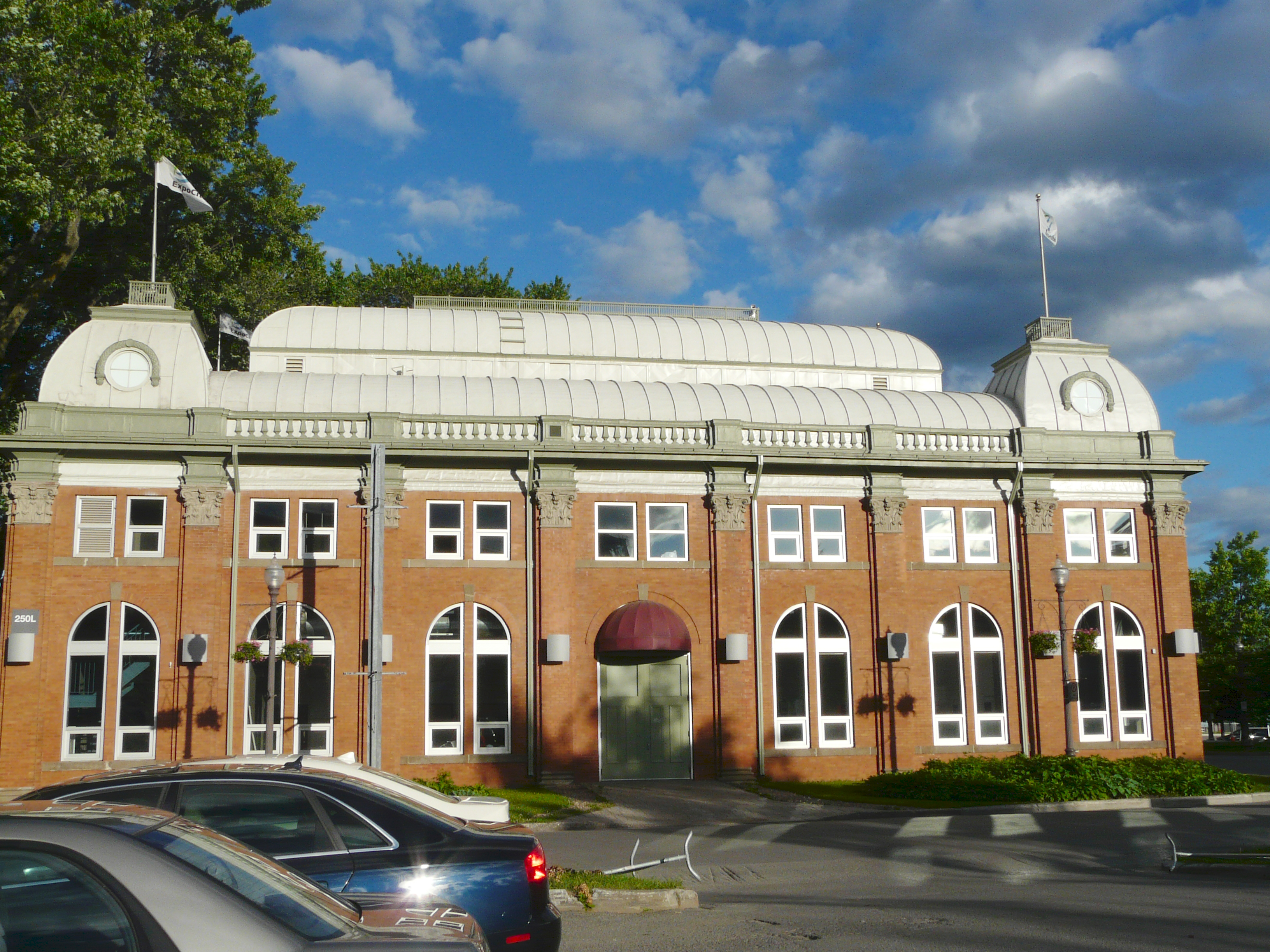
Pavillon des Arts (2014)
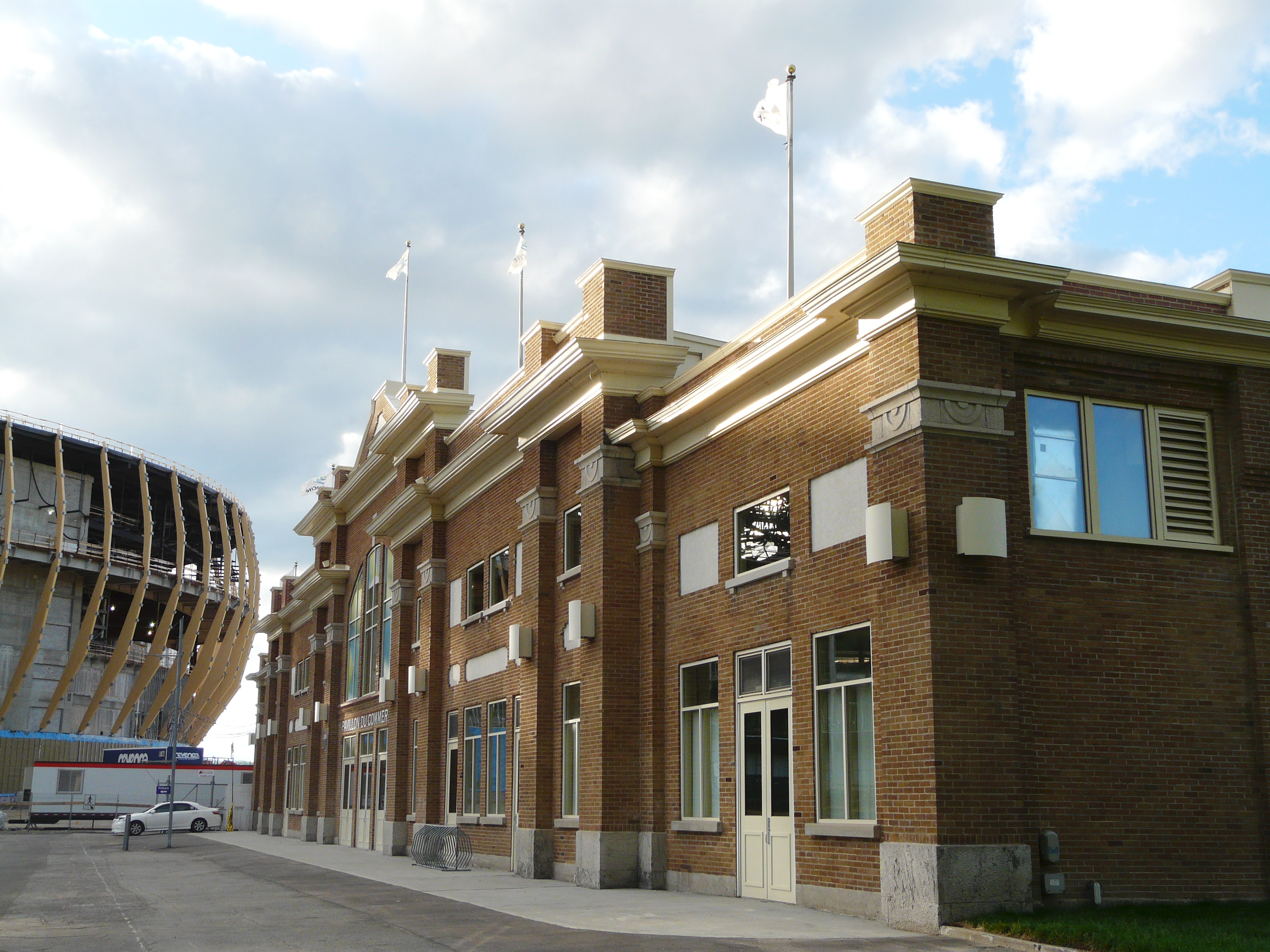
Der Pavillon du Commerce (2014)